# Aphrodisium insularis
Aphrodisium insularis là một loài bọ cánh cứng trong họ Cerambycidae.